# Dome Glacier
Der Dome Glacier (dt. etwa „Dom-“ oder „Kuppel-Gletscher“) liegt im Snoqualmie National Forest im US-Bundesstaat Washington an den Nordhängen des Dome Peak. Er strömt generell westwärts über eine Strecke von etwa 0,80 mi (1 km) und hält zwischen 8.600 ft (2.621 m) und 7.600 ft (2.316 m) einen eher flachen Winkel ein, während er ab diesem Punkt in einem gewaltigen Eissturz auf etwa 6.900 ft (2.103 m) Höhe abfällt. Ein Grat trennt den Gletscher vom Dana-Gletscher im Nordwesten und vom Chickamin-Gletscher im Osten.